# 王刚 (1971年)
王刚（1971年1月—），男，汉族，山东龙口人，中华人民共和国政治人物。1996年11月参加工作，1993年3月加入中国共产党，哈尔滨工业大学航天学院固体力学专业研究生毕业，工学博士，研究员级高级工程师。曾任黑龙江省人民政府副省长、党组成员，现任交通运输部党组成员、副部长。

## 生平

### 黑龙江
自哈尔滨工业大学毕业后留校任教，后调至黑龙江省交通厅任职。2011年7月，任黑龙江省高速公路管理局局长。2015年12月，转任黑河市人民政府副市长。2018年5月，任黑河学院党委书记。2021年4月，任中共齐齐哈尔市委副书记，市政府党组书记、副市长、代理市长，并于同年6月转正。2021年12月，任中共齐齐哈尔市委书记。
2023年1月，当选为黑龙江省人民政府副省长。

### 交通运输部
2023年4月30日，进京调任交通运输部党组成员、副部长。